# Martin Taylor (mathématicien)
Pour les articles homonymes, voir Martin Taylor (homonymie) et Taylor.
Sir Martin John Taylor (né le 18 février 1952) est un mathématicien britannique.

## Enfance et éducation
Taylor est né à Leicester en 1952, et effectue ses études à la Wyggeston Grammar School. Il est diplômé du Pembroke College d'Oxford en 1973, et obtient un doctorat du King's College de Londres, avec une thèse intitulée Galois module structure of the ring of integers of l-extensions en 1976, sous la supervision d'Albrecht Fröhlich.

## Carrière
Il est professeur de  mathématiques pures à l' École de mathématiques de l'université de Manchester (en) et, avant sa formation et de la fusion, l'University of Manchester Institute of Science and Technology (en), où il a été nommé président après avoir quitté le Trinity College de Cambridge, en 1986. Le 5 novembre 2009, il est élu directeur du Merton College d'Oxford, et a pris ses fonctions le 2 octobre 2010.

## Recherches
Ses premières recherches portent sur les diverses propriétés et structures des nombres algébriques. En 1981, il a prouvé la conjecture de Fröhlich concernant les symétries des entiers algébriques pour le comportement de certaines fonctions analytiques appelées fonctions L d'Artin. Au cours des dernières années, ses recherches l'ont conduit à étudier divers aspects de la géométrie arithmétique : en particulier, lui et ses collaborateurs ont montré comment les propriétés géométriques des zéros d'un système intégral de polynômes de plusieurs variables peuvent être déterminées par le comportement des L-fonctions  associées.

## Publications
- Classgroups of group rings, London Mathematical Society Lecture Note Series 91, Cambridge University Press 1984
- avec Philippe Cassou-Noguès Rings of integers and elliptic functions, Birkhäuser, Progress in Mathematics, 1987
- avec Fröhlich Algebraic number theory, Cambridge University Press 1991
- avec John Coates (Herausgeber) L-functions in arithmetic, LMS Lecture Notes Series 153, Cambridge University Press 1991  (Durham Symposium 1989)
- avec Klaus Roggenkamp Group rings and class groups, DMV Seminar 18, Birkhäuser 1992
- On Fröhlich´s conjecture for rings of integers of tame extensions, Inventiones Mathematicae, n°63, 1981, pp 41-79

## Prix et distinctions
Taylor a reçu le Prix Whitehead de la London Mathematical Society en 1982 et a partagé le Prix Adams en 1983 avec Gordon James, Steve Donkin et Aidan Schofield. Il est élu Fellow de la Royal Society en 1996. Il est président de la London Mathematical Society, de 1998 à 2000 et en 2004, il est nommé Secrétaire Physique et Vice-Président de la Royal Society. Taylor a été Knight Bachelor lors de l'édition 2009 des New Year Honours,. Taylor a reçu un Doctorat honorifique en Sciences de l'Université d'East Anglia, en juillet 2012.